# József Réti
József Réti (également József Réty, né József Redl le 8 juillet 1925 à Ploiești et mort le 5 novembre 1973 à Budapest) était un chanteur d'opéra hongrois (ténor). 

## Biographie
Il est né sous le nom de József Redl le 8 juillet 1925 au sein de la communauté hongroise à Ploiești en Roumanie. Il a grandi en Hongrie dans une petite ville près de Budapest.
À l'âge de 22 ans, il étudie d'abord le piano et la composition, puis commence ses études de chant en 1948. Il commence sa carrière de chanteur en tant que choriste au sein du Chœur Franz Liszt. Il complète ensuite sa formation à l'Académie de musique Franz-Liszt de Budapest et est immédiatement engagé à l'Opéra d'État hongrois en 1953. Là, il fait ses débuts dans le second rôle de Parpignol dans La Bohème. Au cours des quatre années suivantes, son répertoire se développe d'abord lentement. En 1956, il remporte le prix Robert Schumann au concours de chant de Berlin, un prix qui lance sa carrière et en fait un grand chanteur de lieder.
Sa percée a lieu en 1957 : Réti remporte un concours de chant à Moscou, dans lequel nul autre que Tito Schipa fait partie du jury, celui-ci appréciant beaucoup sa ligne de chant. En Hongrie, il obtient finalement son premier grand rôle, Almaviva dans Le Barbier de Séville, suivi peu après d'Ernesto dans Don Pasquale de Donizetti.
L'année 1957 marque également le début de sa carrière de chanteur d'oratorios, encore plus réussie que sa carrière lyrique. Il y remporte de grands succès, notamment dans l'interprétation des passions et des cantates de Bach. Il a également donné de nombreux concerts en tant qu'interprète de lieder et de mélodies.
À partir de 1964, il est nommé professeur à l'Académie de musique Franz-Liszt. 
En dehors de la Hongrie, il se produit également à Vienne, Paris, Nice, Rome, Bologne, Prague, Düsseldorf, Helsinki, Rotterdam, Bâle et Genève.
Sa ligne de chant, la beauté du timbre, son élégance et sa musicalité en font un des plus grands ténors mozartiens de la deuxième moitié du XXe siècle, à l'instar d'un Anton Dermota, Léopold Simoneau ou d'un Fritz Wunderlich.
Le 7 novembre 1973, Réti meurt à Budapest des suites d'une longue maladie.

## Rôles
- Gaetano Donizetti, Don Pasquale : Ernesto
- Gaetano Donizetti, Lucia di Lammermoor : Edgardo
- Gaetano Donizetti, L'elisir d'amore : Nemorino
- Friedrich von Flotow, Martha : Lionel
- Wolfgang Amadeus Mozart, Don Giovanni : Don Ottavio
- Wolfgang Amadeus Mozart, L'Enlèvement au sérail : Belmonte
- Giacomo Puccini, La Bohème : Rodolfo
- Gioachino Rossini, Il barbiere di Siviglia : le comte Almaviva
- Giuseppe Verdi, Falstaff : Fenton